# Pietro Lodron
Pietro Lodron (... – 1485) fu Signore di Castellano e di Castelnuovo, feudi conquistati a Giovanni Castelbarco nel 1456 da Pietro con il fratello Giorgio.

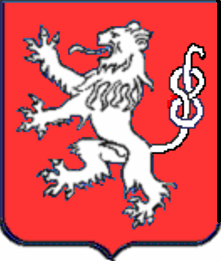
Stemma dei Lodron

Pietro fu anche Signore di Castel Romano, feudo avito. Da Pietro continuò, con il figlio Martino, la linea Lodron di Castel Romano e con il figlio Paride prese avvio la linea Lodron lagarina che, con i suoi figli, si divise in Lodron detti di Castellano e Castelnuovo.

## Biografia
Era figlio di Paride II Ottone Lodron, detto Paride il Grande, che era un comandante delle truppe di Venezia nella guerra contro il ducato di Milano che l'11 giugno 1441 fu nominato Conte di Cemmo e Cimbergo, in Val Camonica, al posto di Bartolomeo della Torre, grazie all'aiuto fornito alla Serenissima in quei territori nel 1438.
Pietro e il fratello Giorgio ricevettero da Venezia il castello di Cimbergo in Valcamonica con la contea e Bagolino.
I due fratelli erano presenti a Roma fra i soldati in armi che facevano onore all'incoronazione di Federico III.
Il 6 aprile 1452 Federico III concesse a Giorgio e Pietro e ai loro legittimi eredi il titolo e la dignità di conti dell'Impero.
Giorgio e Pietro nel 1456 furono incaricati dal principe vescovo di Trento Giorgio II Hack di Themeswald di impadronirsi delle roccaforti di Castelnuovo, Castellano, Nomi e Castel Corno che Giovanni Castelbarco non intendeva riconoscere come feudi di Trento.
I due fratelli riuscirono nell'impresa, catturarono Giovanni Castelbarco a Castelnuovo e lì lo imprigionarono dove si pensa che poco dopo morì. Come da accordi con il vescovo i fratelli Lodron si tennero Castelnuovo e Castellano. In una successiva divisione i due feudi lagarini, assieme a Castel Romano, divennero proprietà del solo Pietro e i suoi figli ebbero:
- A Martino Lodron Castel Romano
- All'altro figlio Paride IV (detto anche Parisotto), forse il primo Lodron a risiedere stabilmente in Vallagarina, il Feudo di Castellano-Castelnuovo.